# Vitalie Bordian
Vitalie Bordian est un footballeur international moldave né le 11 août 1984 à Chișinău. Il évolue actuellement au Dinamo-Auto Tiraspol au poste de défenseur.

## Biographie

### En club
Vitalie Bordian commence sa carrière en 2001 au Zimbru Chișinău. Il s'engage ensuite avec le Lokomotiv Moscou mais ne joue qu'avec l'équipe réserve. En 2005, Bordian signe au Metalist Kharkiv  où il s'impose comme l'un des cadres de l'équipe. En 2012, il quitte Kharkiv et s'engage avec le FC Hoverla Oujhorod. En 2013, Vitalie Bordian signe au Volga Nijni Novgorod.
En 2014, Bordian est transféré au Veris Chișinău et en 2015, il s'engage en faveur de l'Helios Kharkiv, club de deuxième division ukrainienne. En janvier 2016, Bordian est transféré au Dacia Chișinău.

### En équipe nationale
Vitalie Bordian est international moldave depuis le 3 septembre 2005 et un match contre la Biélorussie comptant pour les éliminatoires de la Coupe du monde 2006. Il compte trente-neuf sélections et un but en équipe de Moldavie. 

## Palmarès
- Championnat de Moldavie : 2017